# Nazionale maschile di calcio del Nepal
La nazionale di calcio del Nepal (नेपाल राष्ट्रिय फुटबल टिम) è la rappresentativa calcistica del Nepal ed è posta sotto l'egida della All Nepal Football Association. È uno dei membri più deboli affiliati all'AFC e alla FIFA. Gioca le sue partite al Rangasala Football Stadium.
Occupa il 171º posto nella classifica mondiale della FIFA.

## Storia
La storia del calcio nepalese inizia nel 1921 durante la dinastia Rana, ma fu solo nel 1951, con la fondazione della All Nepal Football Association (ANFA) che fu costituita la prima nazionale.
La nazionale nepalese esordì in partite in trasferta nel 1963, ma solo nel 1970 la locale federcalcio si affiliò alla FIFA. Due anni più tardi la nazionale nepalese fece il proprio debutto come nazionale affiliata alla FIFA, perdendo per 6-2 il 13 ottobre in casa della Cina. Il primo marcatore nepalese in un match tra nazionali riconosciute dalla FIFA fu Y.B Ghale.
La scarsità di attrezzature adeguate alla pratica professionistica del calcio e di tecnici e allenatori qualificati, unite alle condizioni di indigenza di larghe fette della popolazione, hanno ostacolato gli sforzi compiuti dalla federcalcio nazionale per sviluppare il calcio nel paese. Alla metà degli anni '80 la situazione migliorò con l'erogazione di sussidi dalla FIFA e l'invio di alcuni tecnici professionisti, che lavorarono secondo un programma volto a scoprire nuovi talenti del calcio nelle scuole e nelle associazioni giovanili, allo scopo di combinare l'istruzione con l'attività sportiva. Il primo piano quinquennale aiutò la federcalcio a comporre l'ossatura della nazionale nepalese, che negli anni a venire si aggiudicò due medaglie d'oro ai Giochi del Sud-est asiatico, due medaglie d'argento e due di bronzo.
Nella seconda metà degli anni '80 il Nepal giocò varie amichevoli contro rappresentative europee: Danimarca nel 1986; Germania Est e Unione Sovietica nel 1987; Germania Ovest nel 1989.
Negli anni '90 ottenne vittorie in tornei minori, come quelle nella Gold Cup del Governatore del 1997 e del 1998, l'oro ai Giochi del Sud-est asiatico del 1993 e il terzo posto nella Coppa della federazione calcistica dell'Asia meridionale del 1993.
Nei primi anni 2000 la nazionale attraversò un periodo di crisi dovuto alla disputa interna alla federazione tra due fazioni, una sostenuta dal governo e l'altra dalla FIFA. In conseguenza del grave scontro, il Nepal fu bandito dalla FIFA. La crisi causò significative conseguenze negative, ma la situazione fu ristabilita. Nel gennaio 2003 la federcalcio locale celebrò la centesima partita della nazionale del Nepal, contro il Bangladesh nella Coppa della federazione calcistica dell'Asia meridionale.
Malgrado i numerosi tentativi di far progredire il calcio nel paese, i risultati sono rimasti insoddisfacenti. Nelle qualificazioni ai tornei internazionali la squadra ha subito spesso sconfitte in goleada, ma nel 2002 ottenne due vittorie in quattro partite e segnò 13 gol in due match contro Macao e Iraq.
Dopo la nomina a CT di Graham Roberts nel 2011 (la sua gestione durò due anni), il Nepal ha conosciuto un miglioramento. Dopo un decennio di crisi, vinse la Coppa della federazione calcistica dell'Asia meridionale Under-19 nel 2015 e 3 competizioni nel 2016, la Coppa Bangabandhu e la AFC Solidarity Cup e la medaglia d'oro ai Giochi del Sud-est asiatico del 2016. Nelle qualificazioni al  campionato mondiale di calcio 2018, perde 0-2 e pareggia 0-0 contro l'India nel primo turno e viene eliminata. Nelle qualificazioni successive parte dal secondo turno e ottiene 6 punti, frutto di due vittorie contro Taipei Cinese, entrambe per 2-0.

## Commissari tecnici
- Rudi Gutendorf[2] 1981
- Joe Kinnear[3] 1987
- Torsten Spittler[4] 1999
- Stephen Constantine[5] 1999-2001**
- Yoo Kee-Heung 2003-2005
- Toshihiko Shiozawa 2005-2006
- Shyam Thapa[6] 2006-2007
- Thomas Flath 2008
- Birat Krishna Shrestha 2008-2009
- Maheshwor Mulmi 2009-2011
- Graham Roberts 2011-2012
- Krishna Thapa 2012*

- Jack Stefanowski 2013
- Raju Kaji Shakya[7]  2014*
- Jack Stefanowski[8] 2014-2015
- Dhruba KC[9] 2015*
- Patrick Aussems[10] 2015-2016
- Bal Gopal Maharjan 2016
- Koji Gyotoku 2016-2018
- Bal Gopal Maharjan 2018*
- Johan Kalin 2019-2020
- Bal Gopal Maharjan 2020-2021
- Abdullah Al Mutairi 2021-2022
- Pradip Humagain 2022*
- Vincenzo Alberto Annese 2023-2024
- Nabin Neupane 2024-2025
- Mattew Ross 2020-in carica

* ad interim

** federcalcio nepalese sospesa per due anni dalla FIFA

## Risultati in Coppa del mondo
- Dal 1930 al 1982 - Non partecipante
- Dal 1986 al 1990 - Non qualificata
- 1994 - Non partecipante
- Dal 1998 al 2002 - Non qualificata
- 2006 - Ritirata
- Dal 2010 al 2026 - Non qualificata

## Risultati in Coppa d'Asia
- Dal 1956 al 1980 - Non partecipante
- Dal 1984 al 1988 - Non qualificata
- 1992 - Non partecipante
- Dal 1996 al 2004 - Non qualificata
- 2007 - Non partecipante
- Dal 2011 al 2023 - Non qualificata

## Risultati in AFC Challenge Cup
- 2006 - Semifinalista
- 2008 - Primo turno
- 2010 - Non qualificata
- 2012 - Primo turno
- 2014 - Non qualificata

## Risultati in Coppa della federazione calcistica dell'Asia meridionale
- 1993 - 3º posto
- 1995 - Semifinalista
- 1997 - Primo turno
- 1999 - 4º posto
- 2003 - Primo turno
- 2005 - Primo turno
- 2008 - Fase a gruppi
- 2009 - Fase a gruppi
- 2011 - Semifinali
- 2013 - Semifinali
- 2015 - Primo turno
- 2018 - Semifinali

## Rosa attuale
Lista dei 23 giocatori convocati da Vincenzo Alberto Annese per le due sfide contro il Bahrein, valevoli per le qualificazioni al campionato mondiale di calcio 2026.
Statistiche aggiornate al 27 marzo 2024, dopo la seconda partita contro il Bahrein.
| 1  | P | Abishek Baral        | 9 aprile 2000     | 0   | -0 | Kathmandu Rayzrs    |  |  |
| 16 | P | Kiran Chemjong       | 20 marzo 1990     | 100 | -? | Punjab              |  |  |
| 22 | P | Bishal Sunuwar       | 9 febbraio 2002   | 1   | -? | Lalitpur City       |  |  |
|    |   |                      |                   |     |    |                     |  |  |
| 2  | D | Ajay Chaudhary       | 19 aprile 2004    | 0   | 0  | New Road Team       |  |  |
| 3  | D | Bishal Basnet        | 29 aprile 2002    | 1   | 0  | Jhapa               |  |  |
| 4  | D | Ananta Tamang        | 14 gennaio 1998   | 62  | 4  | Lalitpur City       |  |  |
| 5  | D | Saubhagya Rai        | 23 giugno 1997    | 2   | 0  | Pokhara Thunders    |  |  |
| 6  | D | Chhiring Lama        | 7 aprile 2002     | 3   | 0  | Jhapa               |  |  |
| 13 | D | Abhishek Limbu       |                   | 2   | 0  | Chyasal Youth Club  |  |  |
| 20 | D | Sanish Shrestha      | 9 novembre 2000   | 15  | 0  | Lalitpur City       |  |  |
| 23 | D | Sumit Shrestha       | 30 gennaio 2004   | 2   | 0  | Jhapa               |  |  |
|    |   |                      |                   |     |    |                     |  |  |
| 8  | C | Mani Kumar Lama      | 24 marzo 1996     | 2   | 0  | Butwal Lumbini      |  |  |
| 10 | C | Laken Limbu          | 24 luglio 2002    | 11  | 0  | Jhapa               |  |  |
| 11 | C | Utsav Rai            | 29 novembre 2003  | 6   | 0  | Chitwan             |  |  |
| 12 | C | Rohan Karki          | 21 settembre 2002 | 2   | 0  | Dhangadhi           |  |  |
| 17 | C | Bharat Khawas        | 22 luglio 1991    | 61  | 10 | Tribhuwan Army Club |  |  |
| 21 | C | Manish Dangi         | 17 settembre 2001 | 31  | 4  | Rayong              |  |  |
|    |   |                      |                   |     |    |                     |  |  |
| 7  | A | Gillespye Jung Karki | 19 novembre 1998  | 7   | 0  | Butwal Lumbini      |  |  |
| 9  | A | Sanjeeb Bista        | 17 febbraio 2002  | 2   | 0  | Pokhara Thunders    |  |  |
| 14 | A | Anjan Bista          | 15 maggio 1998    | 65  | 13 | Svincolato          |  |  |
| 15 | A | Dinesh Henjan        | 3 febbraio 2001   | 6   | 0  | Lalitpur City       |  |  |
| 18 | A | Hisub Thapaliya      | 16 gennaio 1999   | 8   | 0  | Kathmandu Rayzrs    |  |  |
| 19 | A | Samir Tamang         | 1º gennaio 2006   | 2   | 0  | Svincolato          |  |  |